# Tétraodon
Pour la construction modulaire, voir Tétrodon (architecture).
Taxons concernés
Parmi la sous-famille des Tetraodontinae
- dans les genres
  - Arothron
  - Canthigaster
  - Carinotetraodon
  - Lagocephalus
  - Sphoeroides
  - Tetraodon
  - Torquigenermodifier

Le nom vernaculaire tétraodon (du grec ancien tetra, quatre et odous, dent), aussi orthographié tétrodon, regroupe certains poissons de la sous-famille des Tetraodontinae dont le corps peut se gonfler d'où leur nom de « poisson boule » ou « poisson globe ». Comme souvent, ce terme n'est pas très explicite car il regroupe des espèces de plusieurs genres distincts et notamment les espèces Ephippion guttifer et Lagocephalus laevigatus.

## Caractéristiques communes
Ils sont principalement connus pour quatre raisons :
- ils sont très toxiques et sont responsables de tétrodotoxisme qui provoque chaque année de nombreux décès, notamment au Japon où leur consommation est très prisée sous le nom de Fugu ;
- ils sont capables de se remplir d'eau ou d'air lorsqu'ils sont inquiétés ;
- ils n'ont pas de piquants, ce qui les distingue des Diodontidae qui en ont ;
- leur poison se concentre dans certaines parties du corps, comme les contours des yeux, le foie, et les ovaires, leur peau n’étant pas empoisonnée. Il s'agit ici d'un poison qui bloque les canaux sodium (et empêche ainsi l'apparition de potentiel d'actions), paralysant les muscles de la victime alors encore consciente (voir tétrodotoxine).

## Noms français et noms scientifiques correspondants
Liste alphabétique de noms vulgaires ou de noms vernaculaires attestés en français.

Note : certaines espèces ont plusieurs noms et figurent donc plusieurs fois dans cette liste. Les classifications évoluant encore, certains noms scientifiques ont peut-être un autre synonyme valide. 
- Tétraodon - la famille des Tetraodontidae[2], mais plus particulièrement les espèces Ephippion guttifer[3],[4],[5]  et Lagocephalus laevigatus[3],[4],[5]
- Tétraodon-lièvre Doré - Lagocephalus spadiceus [4]
- Tétraodon-lièvre océanique - Lagocephalus lagocephalus[6]
- Tétraodon nain - Carinotetraodon travancoricus[7]

Et aussi :
- Tétrodon - Tetraodon lineatus[4]
- Tétrodon constellé - Torquigener flavimaculosus[4]
- Tétrodon hérissé - Arothron hispidus (syn.Tetraodon hispidus)[2]
- Tétrodon jaune - Arothron nigropunctatus[8]
- Tétrodon moucheté - Arothron meleagris[2],[8]
- Tétrodon nain - Canthigaster rostrata[8]
- Tétrodon tacheté - Ephippion guttifer[2]
- Tétrodon à tête carrée - Sphoeroides pachygaster[6]
- Tétrodon à tête de lièvre - Lagocephalus lagocephalus[2]
- Tétrodon vert - Sphoeroides greeleyi[2]
- Tétrodon vert des Caraïbes - Sphoeroides greeleyi[8]
- Tétrodon à tête carrée - Sphoeroides pachygaster ou Sphoeroides cutaneus[2]
- Tétrodon à chaîne(s) - Sphoeroides spengleri[8] ou Sphoeroides marmoratus[2]
- Tétrodon réticulé - Sphoeroides testudineus[2],[8]
- Tétrodon fahaka - Tetraodon physa[2]

## Comportement en aquarium
Ce poisson est relativement sociable et peut être maintenu en groupe ; il en va tout autrement d'un adulte qui devient agressif en vieillissant.
Il est préférable de maintenir cette espèce en aquarium spécifique.